# Liga Nacional de Fútbol de Papúa Nueva Guinea 2019-20
La Liga Nacional de Fútbol de Papúa Nueva Guinea 2019-20 fue la 14.ª edición de la Liga Nacional de Fútbol de Papúa Nueva Guinea. La temporada comenzó el 14 de diciembre de 2019 y culminó el 10 de octubre de 2020.

## Equipos participantes
- FC Bougainville
- FC Kutubu
- FC Morobe Wawens
- Gulf Komara FC
- Hekari United FC
- Morobe United FC
- Star Mountain FC
- Toti City FC
- Tusbab Stallions FC
- Vitiaz United FC

## Formato
Los diez equipos jugarán entre sí mediante sistema de todos contra todos dos veces totalizando 18 partidos cada uno. Al término de la ronda regular los 4 primeros clasificados avanza a semifinales y los ganadores de cada semifinal avanza a la final y el ganador de la final será campeón. De los 4 semifinalistas, 2 primeros lugares clasifican a la Liga de Campeones de la OFC 2021

## Ronda Regular
Actualizado el 21 de septiembre de 2020.
| Pos. | Equipo               | Pts. | PJ | PG | PE | PP | GF | GC | Dif. |
| ---- | -------------------- | ---- | -- | -- | -- | -- | -- | -- | ---- |
| 1.º  | Toti City FC (Q)     | 43   | 18 | 13 | 4  | 1  | 52 | 14 | 38   |
| 2.º  | Hekari United FC (Q) | 42   | 18 | 13 | 3  | 2  | 39 | 10 | 29   |
| 3.º  | Vitiaz United FC (Q) | 37   | 18 | 11 | 4  | 3  | 32 | 17 | 15   |
| 4.º  | Gulf Komara FC (Q)   | 25   | 18 | 8  | 1  | 9  | 27 | 28 | −1   |
| 5.º  | FC Bougainville      | 24   | 18 | 7  | 3  | 8  | 34 | 33 | 1    |
| 6.º  | Tusbab Stallions FC  | 22   | 18 | 6  | 4  | 8  | 29 | 27 | 2    |
| 7.º  | Star Mountain FC     | 18   | 18 | 5  | 3  | 10 | 25 | 43 | −18  |
| 8.º  | Morobe United FC     | 17   | 18 | 4  | 5  | 9  | 20 | 32 | −12  |
| 9.º  | FC Morobe Wawens     | 16   | 18 | 5  | 1  | 12 | 19 | 40 | −21  |
| 10.º | FC Kutubu            | 11   | 18 | 3  | 2  | 13 | 24 | 56 | −32  |

|  | Líder y avanza a semifinales (Q). Liga de Campeones de la OFC 2021 |
|  | Avanza a semifinales (Q). Liga de Campeones de la OFC 2021         |
|  | Avanza a semifinales (Q)                                           |

## Etapa Final

### Semifinales
| Local            | Resultado      | Visita           |
| ---------------- | -------------- | ---------------- |
| Toti City FC     | 2 - 1          | Gulf Komara FC   |
| Hekari United FC | 2 - 2 (3:4 p.) | Vitiaz United FC |

### Tercer Lugar
| Local            | Resultado | Visita         |
| ---------------- | --------- | -------------- |
| Hekari United FC | 5 - 0     | Gulf Komara FC |

### Final
| Local            | Global | Visita           |
| ---------------- | ------ | ---------------- |
| Toti City FC (C) | 1 - 0  | Vitiaz United FC |